# Nir Barkat
Nir Barkat (hebrejsky: ניר ברקת‎; * 19. října 1959, Jeruzalém, Izrael) je izraelský podnikatel, politik a starosta Jeruzaléma.

## Biografie

### Mládí a osobní život
Narodil se a vyrůstal v Jeruzalémě. Šest let sloužil u výsadkové brigády Izraelských obranných sil (1977–83) a dosáhl hodnosti majora.

### Kariéra
Svoji kariéru začal v roce 1988 v hi-tech průmyslu, když založil softwarovou společnost BRM, která se specializuje na antivirový software. Později pomáhal založit investiční společnost IVN.
Do politiky vstoupil v lednu 2003, když založil stranu Jerušalajim tacliach‎ („Jeruzalém bude úspěšný“) a následně se s ní zúčastnil komunálních voleb. V nich strana získala 43 % hlasů a Barkat těsně prohrál s Uri Lupolianskim. Od té doby se stal vůdcem opozice, kterým byl až do komunálních voleb v roce 2008. Byl rovněž členem strany Kadima a ve volbách do 17. knesetu byl šéfem jejího volebního štábu v Jeruzalémském distriktu. Později Kadimu opustil kvůli jejímu smířlivému postoji k rozdělení Jeruzaléma.
Komunálních voleb se znovu zúčastnil 11. listopadu 2008 a se ziskem 50 % hlasů porazil Me'ira Poruše, který získal 42 %. Barkat je označován jako sekulární politik, což kontrastuje jak s Lupolianskim, tak s Porušem, kteří jsou označováni jako ultraortodoxní. Jako starostovi Jeruzaléma je mu vzorem newyorský starosta Michael Bloomberg a jeho cílem je udělat z Jeruzaléma mezinárodní metropoli. Stejně jako ostatní kandidáti na post starosty, i Barkat zastává názor, že Jeruzalém musí zůstat sjednocený.
Do funkce starosty byl znovu zvolen ve volbách v roce 2013, ve kterých porazil protikandidáta Moše Liona.